# فرودگاه آرگیل
فرودگاه آرگیل (به انگلیسی: Argyle Airport) یک فرودگاه خصوصی با کد یاتا GYL است که یک باند فرود آسفالت دارد و طول باند آن ۲۳۰۰ متر است. این فرودگاه در کشور استرالیا قرار دارد و در ارتفاع ۱۵۹ متری از سطح دریا واقع شده‌است.